# 九澳觀音廟

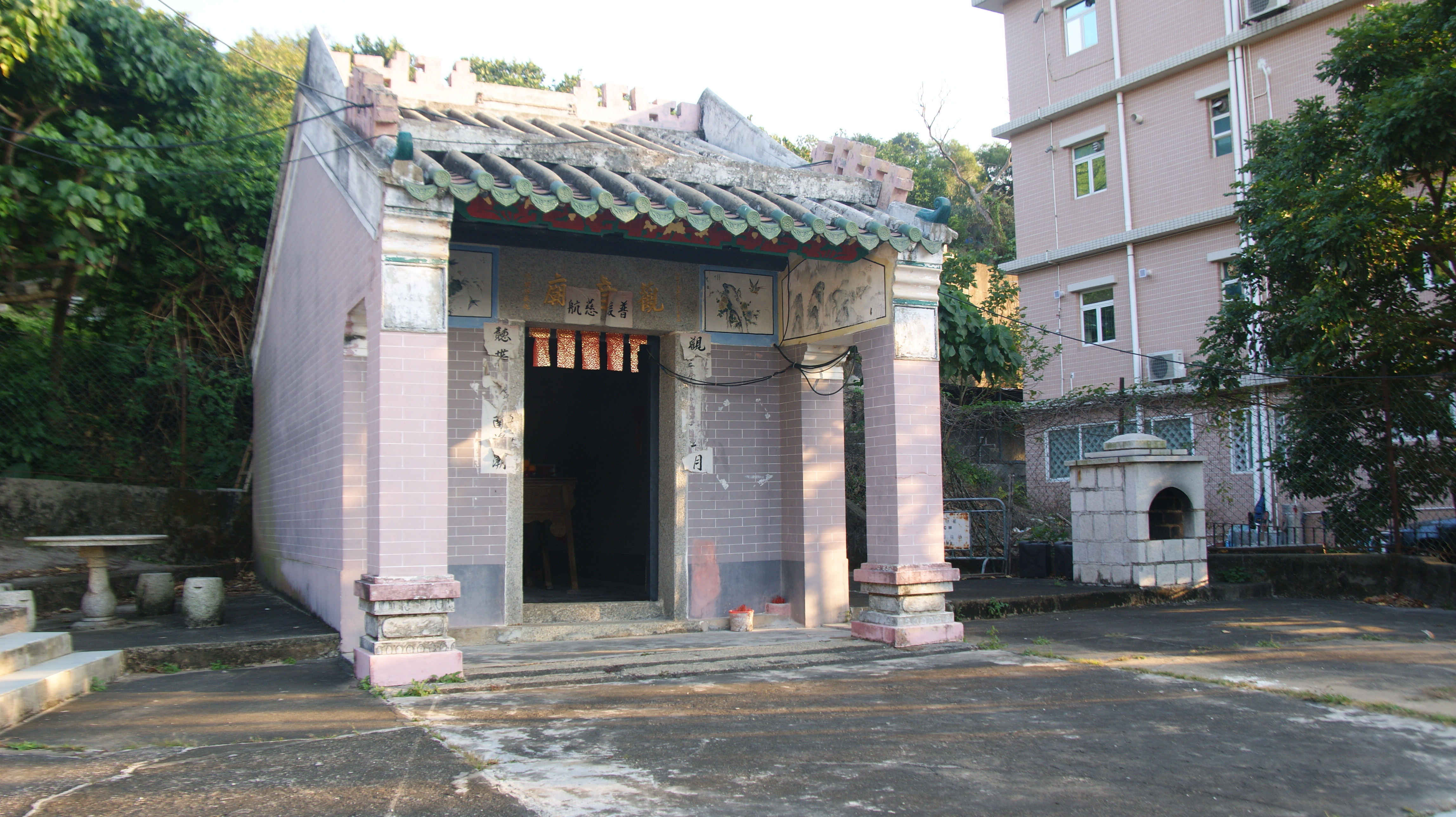
九澳觀音廟

九澳觀音廟（葡萄牙語：Templo de Kun Iam (Ká-Hó)），位於路環九澳村路的一間觀音廟。

## 歷史

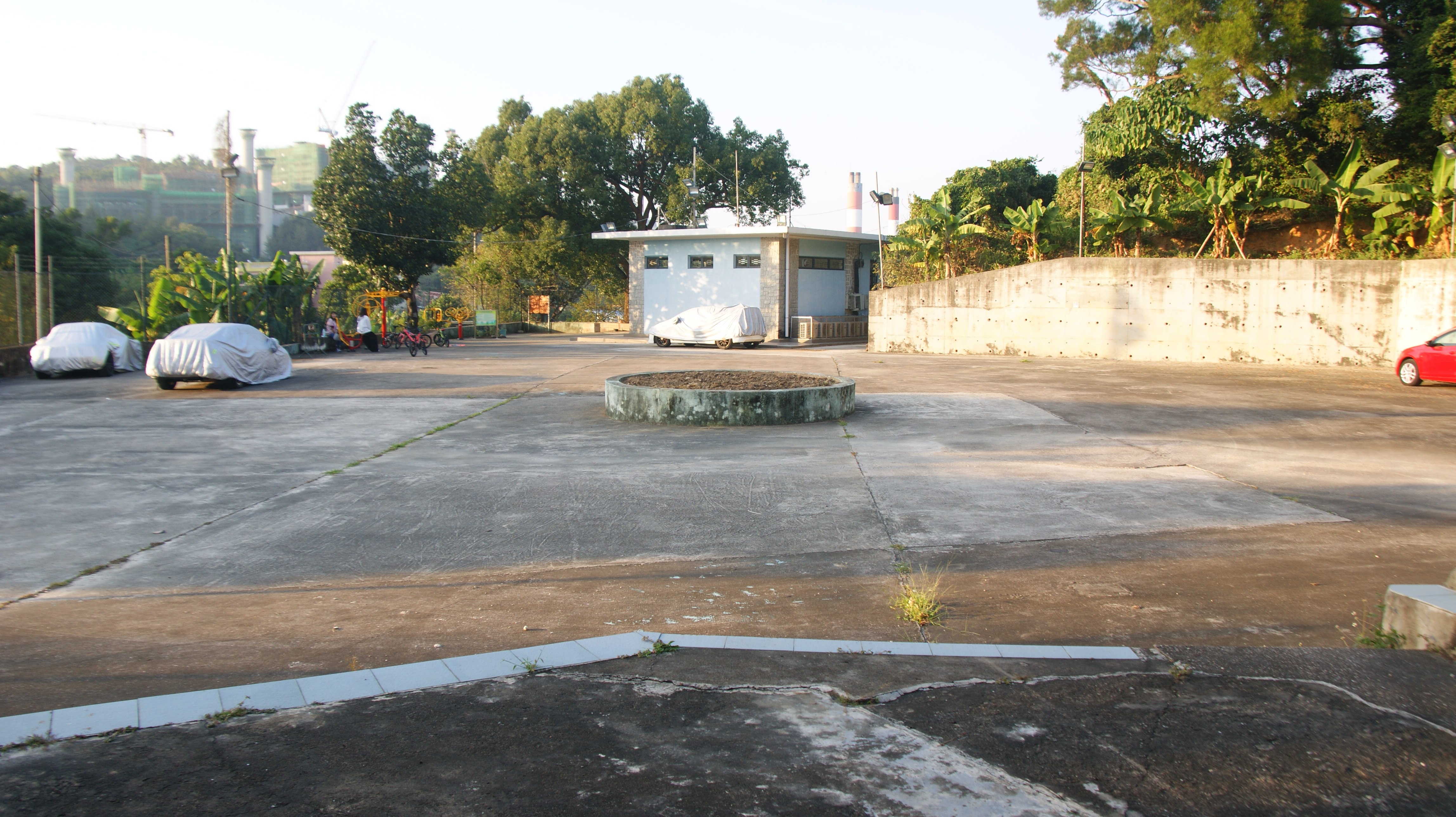
觀音廟前地

根據廟內的《新建觀音廟碑記》，村民在建廟前己有祭祀觀音菩薩的信仰文化，清光緒七年（1881年）時九澳村民眾集資建廟。
清光緒三十三年（1907年）、1980年代曾經進行整修，目前橫楣上所提「觀音廟」三字為清光緒三十三年（1907年）修建時留存至今。旁邊鐫刻的「光緒丁未歲仲冬月吉旦重修」可資佐證。

## 特色

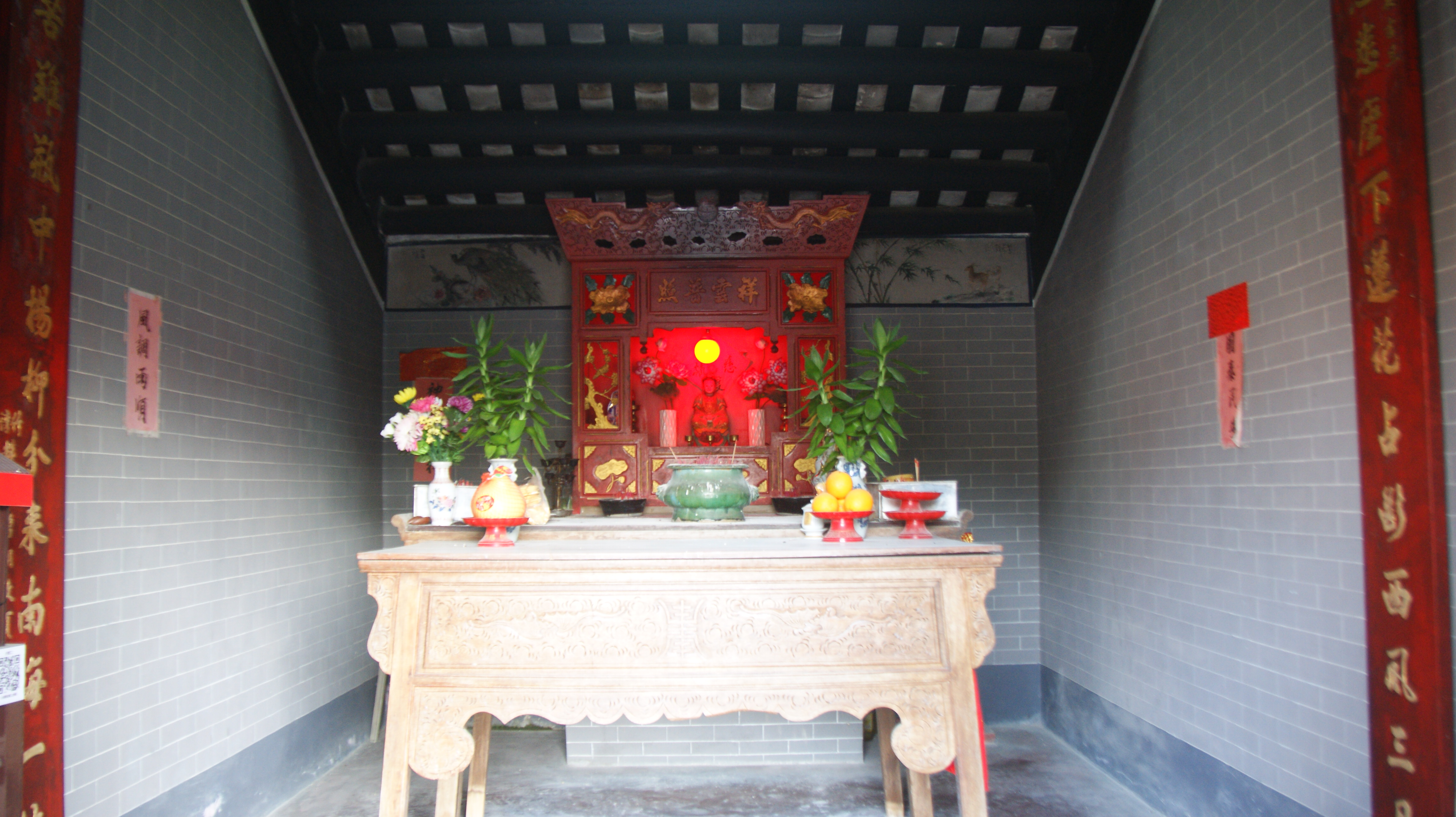
廟宇內部

此廟位於九澳村路旁的高地，位置隱密，廟前有遼闊空地，廟後有山體拱護，與路環觀音古廟在熱鬧大街旁邊成對比。廟宇為磚木結構、硬山式建築物，約400平方公尺，與澳門其他觀音廟相較樸實、細小，反映九澳地區在澳門的知名度。